# Svanloga
Svanloga,  también Svanløgh, Suanloga o Suanlogha, según Saxo Grammaticus fue una reina escandinava, consorte del vikingo Ragnar Lodbrok con quien presuntamente tuvo un hijo, Rognvald. Unas fuentes consideran que Svanloga es la misma reina Aslaug, pero otras fuentes interpretan que fue otra persona distinta, la cuarta consorte de Ragnar.